# Jaugeliškiai

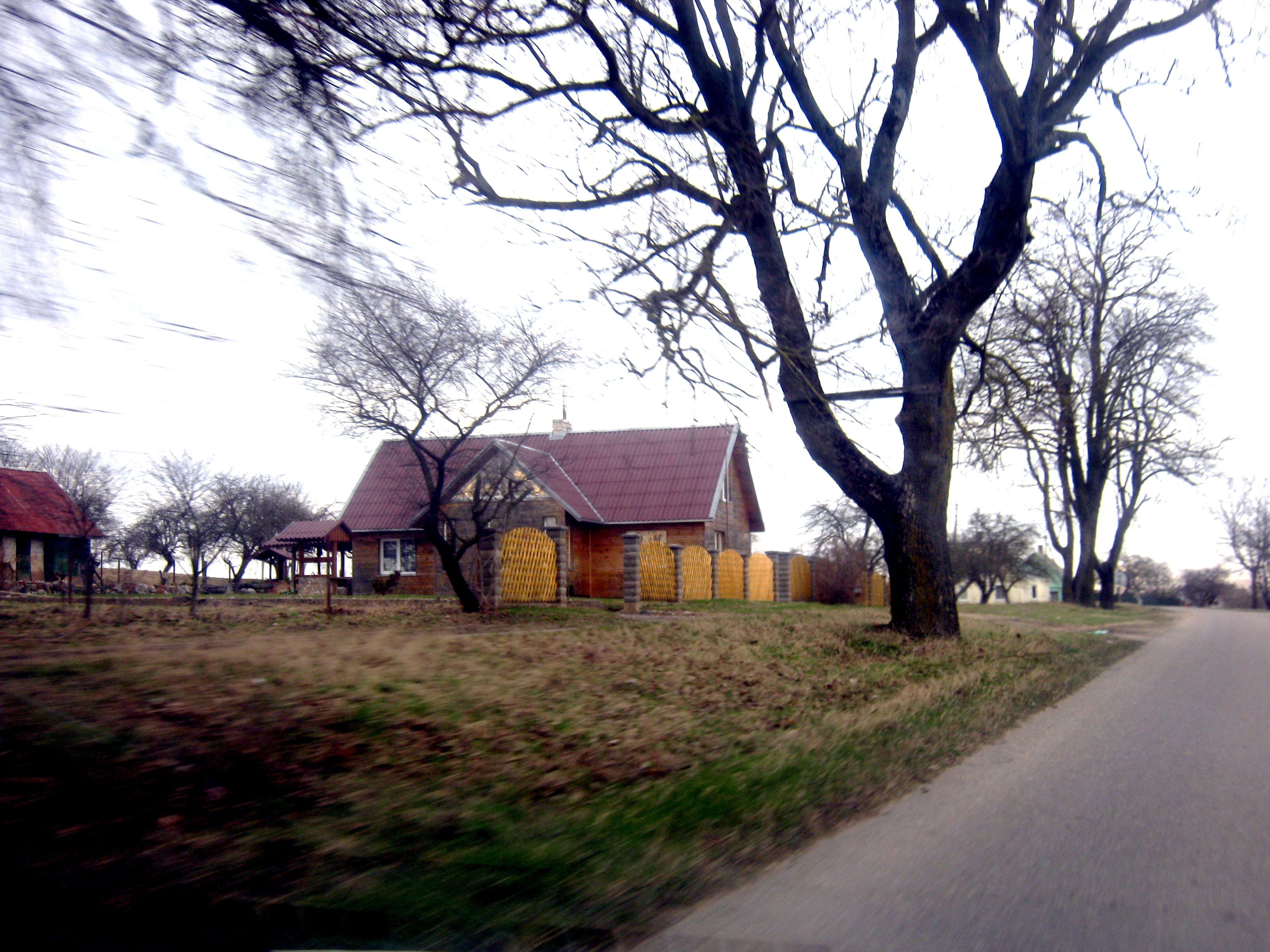

Jaugeliškiai ist ein Dorf mit 63 Einwohnern (Stand 2011) in Litauen. Es liegt im Amtsbezirk Šilai, im Osten der Rajongemeinde Jonava (Bezirk Kaunas), 7 Kilometer von der Mittelstadt Jonava, 7 km von Šilai, 23 km vom Flughafen-Städtchen Karmėlava bei Kaunas. Es ist das Zentrum des Unteramtsbezirks Jaugeliškiai (Jaugeliškių seniūnaitija) mit 176 Einwohnern. Die Postleitzahl ist LT-55461. Es gibt ein Unternehmen (J. Martinaitienės įmonė), gegründet 2002.